# Heterocompsa aquilonia
Heterocompsa aquilonia är en skalbaggsart som beskrevs av Giesbert 1998. Heterocompsa aquilonia ingår i släktet Heterocompsa och familjen långhorningar.
Artens utbredningsområde är:
- Guatemala.
- Panama.

Inga underarter finns listade i Catalogue of Life.